# Мухаллеби
Мухаллеби (тур. muhallebi, араб. مهلبية‎, также малаби, тур. malabi; ивр. מלבי‎; греч. μαχαλεπί) — молочный пудинг, десерт, легендарное происхождение которого восходит к Сасанидской Персии (224—651). Основные ингредиенты — рис, сахар, рисовая мука и молоко. Популярен в Турции, Израиле и других странах Средиземноморья.
В Средние века мухаллеби и его европейский аналог бланманже готовились с измельчённой курятиной. Традиционный рецепт всё ещё распространен в Турции.

## История
Легенда гласит, что мухаллеби попал в арабскую кухню в конце VII века благодаря персидскому повару, который подал его арабскому генералу по имени Аль-Мухаллаб ибн Аби Суфра. Тому так понравилось блюдо, что он назвал его в честь себя. Самые ранние рецепты, относящиеся к X веку, включали три версии: молоко, загущённое молотым рисом, молоко с рисовыми зернами и курицей и яичный крем без риса. Самый ранний рецепт мухаллеби приписывается Ибн Сайяру аль-Варраку из Багдада. Две арабские кулинарные книги XIII века, одна написана аль-Багдади, а другая — из Андалусии, содержат вариант пудинга со специями, приготовленный из баранины вместо курицы. Сведения о персидском происхождении пудинга взяты из андалузской поваренной книги. Существуют письменные источники о двух версиях мухаллеби в Османской империи: версия с измельченной курицей тавук-гёксу (тур. tavuk göğsü), подававшаяся во время правления Мехмеда Завоевателя, и более поздний рецепт, датируемый 1530 годом, без мяса, приправленный розовой водой.
Английская поваренная книга XIX века, в которой содержится рецепт мухаллеби, называет его «рамазанскими пирожными» (англ. Ramazan cakes). Рецепт предусматривает кипячение молока вместе с рисовой мукой и сахаром до тех пор, пока смесь не уменьшится в объёме и превратится в однородную массу. Пудинг приправляют экстрактом розы или жасмина и дают ему остыть перед тем, как посыпать сахарной пудрой.

## Варианты
В наше время традиционный тавук-гёксу распространён только в Турции. У этого пудинга нет вкуса курятины, но измельчённое мясо придает ему особую текстуру. Джордж Коулман Де Кей отмечал, что пудинг «своим особенным превосходным вкусом обязан тому, что грудки совсем молодых цыплят так тщательно смешаны с заварным кремом, что их трудно различить». Казандиби (тур. kazandibi) — это вариант классического тавук гёсу, где тонкий слой пудинга карамелизируется, прежде чем его поливают заварным кремом и дают ему застыть. Готовый пудинг подают в перевернутом виде карамелизованной стороной наверх.
В качестве ароматизатора для мухаллебиса можно использовать мастику — такой вариант называется сакызлы мухаллеби (тур. sakızlı muhallebi). Рисовая мука используется для загустения пудинга, но её можно комбинировать или заменять кукурузным или пшеничным крахмалом в зависимости от предпочтений повара. В Израиле популярный десерт «малаби» (מלבי) обычно приправляют кулинарной розовой водой. Его готовят из молока, приготовленного с кукурузным крахмалом или рисовой мукой и розовым сиропом, а иногда молоко заменяют миндальным соком, чтобы сделать пудинг парве. Подобно турецкому кешкюлю, израильский вариант украшен измельчёнными фисташками, тёртым кокосом и ароматизаторами, такими как розовая или апельсиновая вода.
Повара Йотам Оттоленги и Сами Тамими в книге «Иерусалим: поваренная книга» определяют малаби как «десертную форму салепа», для которого также используют «муку из орхидей», клубней ятрышника, но отличается тёплым, менее вязким вариантом холодного десерта. На Кипре махалеби или махалепи (греч. Μαχαλεπί) не содержит молока. Кипрский мухаллеби готовится из воды, сахара, низетовой муки (её ещё можно сделать из кукурузного крахмала или кукурузной муки) и розовой воды (по желанию). Когда подается мухаллеби, киприоты добавляют поверх него розовый сироп, называемый триантафилло (греч. τριαντάφυλλο), «роза» по-гречески).
- Мухаллеби украшен фисташками и лепестками роз
- Сирийский стиль подачи мухаллеби в магазинах
- Египетская мухаллеби украшена нарезанными орехами
- Марокканский стиль мухаллеби с апельсиновым ароматизатором

## Кулинарные традиции
В некоторых сефардских домах малаби подают в период еврейского праздника Йом Кипур, после поста. Его также едят на турецких еврейских свадьбах, чтобы символизировать сладкую жизнь, которая ожидает молодожёнов. Сефарды подают его на праздник Шавуот, когда принято есть молочную пищу, но, по словам историка кулинарии Гила Маркса, настоящая причина в том, что этот праздник известен в этой общине как «праздник роз», а малаби традиционно приправляется розовой водой.